# Pierre Debresse
 (mai 2023).
Pierre Debresse (né Germain Bêche à Saint-Germain-au-Mont-d'Or le 12 janvier 1931 et mort à Bully le 12 décembre 2019,) est un écrivain français, auteur de littérature d'enfance et de jeunesse.

## Biographie
Pierre Debresse commence à partir de 1965 à publier aux éditions Magnard des romans historiques pour la jeunesse, qui se déroulent le plus souvent dans l'Antiquité.
En 1984, il a travaillé comme directeur d'école.
Trois de ses livres ont été réédités chez Magnard jeunesse en 1991-1992.

## Œuvres
- 1965 : Samorix et le rameau d'or, iIllustrations de Françoise Boudignon, Magnard.
- 1967 : Le Trésor de Carthage, illustrations de Philippe Degrave, Magnard.
- 1967 : Les Larmes d'Isis, illustrations de Philippe Lorin, Magnard.
- 1969 : Les 7 J chez le Roi Soleil, illustrations de Philippe Lorin, Magnard.
- 1970 : La Ville aux sept collines, illustrations de Philippe Lorin, Magnard.
- 1971 : Né à Sparte, illustrations de Philippe Lorin, Magnard.
- 1974 : Le Chevalier aux yeux clairs, illustrations de Patrick Philippon, Magnard.
- 1975 : Marie-Laure de Malivert, illustrations de Jacques Pecnard, Éditions G. P., Collection Olympic,
- 1977 : Les Enfants immortels aux temps barbares, illustrations d'Annie-Claude Martin, Presses de la Cité, Collection Spirale.
- 1977 : La Fiancée du viking, illustrations de Jean Reschofsky, Éditions G. P., Bibliothèque Rouge et Or Souveraine no 357